# Volleyball World Cup der Männer 1981
Der Volleyball World Cup 1981 war die vierte Ausgabe des Wettbewerbs. Er fand zwischen dem 19. und dem 28. November in Japan statt. Die UdSSR gewann den Titel.

## Teilnehmer
- Japan als Gastgeber
- UdSSR als Goldmedaillengewinner der Olympischen Spiele 1980
- Italien als Vize-Weltmeister 1978
- Polen als Vize-Europameister 1981
- Volksrepublik China als Sieger der Asienqualifikation
- Kuba als Sieger der NORCECA-Meisterschaft 1981
- Brasilien als Sieger der Südamerikameisterschaft 1981
- Tunesien als Sieger der Afrikameisterschaft 1979

## Modus
Die acht Teilnehmer spielten in sechs Städten nach dem Modus „jeder gegen jeden“.

## Finalrunde
| Gesamtwertung |                     |       |        |
| Platz         | Team                | Sätze | Punkte |
| 1.            | UdSSR               | 21:2  | 14     |
| 2.            | Kuba                | 18:9  | 13     |
| 3.            | Brasilien           | 16:11 | 12     |
| 4.            | Polen               | 14:13 | 11     |
| 5.            | Volksrepublik China | 12:14 | 10     |
| 6.            | Japan               | 12:15 | 9      |
| 7.            | Italien             | 9:18  | 8      |
| 8.            | Tunesien            | 1:21  | 7      |

| 19. November | Fukuoka   | UdSSR     | Brasilien | 3:0 |
|              | Fukuoka   | Japan     | Italien   | 3:0 |
|              | Fukuoka   | Polen     | Tunesien  | 3:0 |
|              | Fukuoka   | Kuba      | China     | 3:2 |
| 20. November | Fukuoka   | UdSSR     | China     | 3:0 |
|              | Fukuoka   | Kuba      | Tunesien  | 3:0 |
|              | Fukuoka   | Polen     | Italien   | 3:2 |
|              | Fukuoka   | Brasilien | Japan     | 3:1 |
| 22. November | Hiroshima | Brasilien | Italien   | 3:2 |
|              | Hiroshima | Kuba      | Polen     | 3:0 |
|              | Hiroshima | UdSSR     | Tunesien  | 3:0 |
|              | Hiroshima | China     | Japan     | 3:1 |
| 24. November | Gifu      | Brasilien | China     | 3:1 |
|              | Gifu      | Kuba      | Italien   | 3:1 |
|              | Gifu      | UdSSR     | Polen     | 3:2 |
|              | Gifu      | Japan     | Tunesien  | 3:0 |
| 26. November | Tokio     | UdSSR     | Kuba      | 3:0 |
|              | Tokio     | Polen     | Japan     | 3:2 |
|              | Yokohama  | China     | Italien   | 3:1 |
|              | Yokohama  | Brasilien | Tunesien  | 3:1 |
| 27. November | Tokyo     | UdSSR     | Italien   | 3:0 |
|              | Tokio     | Kuba      | Japan     | 3:2 |
|              | Tokio     | China     | Tunesien  | 3:0 |
|              | Tokio     | Brasilien | Polen     | 3:0 |
| 28. November | Tokio     | Italien   | Tunesien  | 3:0 |
|              | Tokio     | Polen     | China     | 3:0 |
|              | Tokio     | Kuba      | Brasilien | 3:1 |
|              | Tokio     | UdSSR     | Japan     | 3:0 |